# Саут Хамс (община)
Община „Саут Хамс“ (на английски: South Hams) е една от десетте административни единици в област (графство) Девън, регион Югозападна Англия.
Населението на общината към 2008 година е 83 500 жители разпределени в множество селища на площ от 886.51 квадратни километра. Главен град на общината е Тотнис.

## География
Община „Саут Хамс“ е разположена в най-южната част на област Девън по бреговата линия към „английския канал“ наричан още Ламанша.
Градове на територията на общината:
| град       | на английски | население |
| ---------- | ------------ | --------- |
| Тотнис     | Totnes       | 7444      |
| Айвибридж  | Ivybridge    | 12 056    |
| Дартмът    | Dartmouth    | 5512      |
| Кингсбридж | Kingsbridge  | 5421      |
| Солкъмб    | Salcombe     | 1893      |

## Демография
Разпределение на населението по религиозна принадлежност към 2001 година:
| религия          | на английски        | брой жители |
| ---------------- | ------------------- | ----------- |
| Християни        | Christian           | 61 125      |
| Будисти          | Buddhist            | 318         |
| Хиндуисти        | Hindu               | 42          |
| Евреи            | Jewish              | 94          |
| Мюсюлмани        | Muslim              | 61          |
| Сикхи            | Sikh                | 7           |
| Други            | Other               | 388         |
| Атеисти          | No religion         | 13 531      |
| Запазена в тайна | Religion not stated | 6283        |